# Sistem de operare în timp real
Un sistem de operare în timp real (engleză Real-Time Operating System - RTOS) este un sistem de operare proiectat pentru aplicații în timp real. Aceste sisteme sunt folosite în general pentru calculatoare de tip sistem înglobat (încorporate în aparate mai mari), precum smartphone-uri, roboți industriali, nave spațiale, sisteme industriale de control, echipamente de cercetare științifică, aparatură medicală etc.
Standardul POSIX 1003.1 definește caracteristica în timp real a unui sistem de operare ca fiind abilitatea sistemului de operare de a oferi nivelul necesar de service într-un timp de răspuns predefinit scurt.
Sistemele de operare în timp real sunt folosite în principal pentru capacitatea lor de răspuns rapid, și nu atât pentru volumul total de muncă (calcule) pe care îl pot efectua. Un sistem de operare în timp real nu e nevoie să dispună de o viteză (putere) mare de calcul — viteza lui de calcul este influențată nu numai de viteza de calcul a procesorului pe care rulează, dar și de algoritmul specializat de scheduling precum și de frecvență ridicată a întreruperii de ceas. Scopul principal al acestora este să optimizeze utilizarea resurselor echipamentelor și să asigure predictibilitatea funcționării lor.
Sistemele de operare în timp real pot fi divizate în sisteme în timp real hard și sisteme în timp real soft. Majoritatea sistemelor de operare în timp real sunt sisteme în timp real soft, cum ar fi cele utilizate pentru controlul de la distanță al diverselor aparate și dispozitive multimedia, electrocasnice etc. Sistemele în timp real hard sunt prevalente în procesele industriale, în care constrângerile temporale sunt întotdeauna prioritare, fiind în general, mult mai complexe (de exemplu, sistemele de control al zborurilor).         

## Caracteristici
Sistemul de operare în timp real are funcții similare sistemului de operare din calculatorul  de uz general, fiind cel care individualizează sistemul incorporat respectiv. Este strâns legat de partea hardware, cu evenimente și cereri de deservire multiple, fiind frecvent simultane. În plus față de furnizarea de răspunsuri la timp, sistemele în timp real trebuie să furnizeze răspunsuri multiple simultane, de asemenea la timp.
- Funcționalitate complexă, gradul de complexitate fiind dependent de aplicație
- Costuri scăzute de dezvoltare și comercializare
- Aplicații dependente de procesor
- Securitatea - asigurarea confidențialității datelor prelucrate
- Multitasking - trebuie să poată lucra cu mai multe intrări/ieșiri și cu evenimente multiple în mod independent
- Multiprocesare - execută mai multe procese prin comutarea succesivă de la contextul unui proces la contextul altuia prin comutarea de context.
- Multithreading
- Să răspundă nevoilor dispozitivului; adaptarea se face prin găsirea unui compromis adecvat între dimensiune și performanță pentru a optimiza sistemul de operare
- Programare - de obicei programarea este în limbaj de nivel înalt (limbaje compilate, limbaje de asamblare) și se face pe un calculator care emulează sistemul incorporat. [1]

## Exemple de sisteme de operare în timp real
| Open source: - BeRTOS - ChibiOS/RT - ChorusOS - eCos - ERIKA Enterprise - Femto OS - Fiasco (L4 clone)[nefuncțională] - FreeRTOS - Fusion RTOS - HaikuOS - Google Fuchsia - TRON project - Milos RTOS - Nut/OS - NuttX - Prex - RTAI - RTEMS - RTLinux - S.Ha.R.K. - TinyOS - Harmony OS (Hongmeng OS) | Proprietare: - BeOS - INTEGRITY - ITRON - LynxOS - MicroC/OS-II - Nucleus - OS-9 - Operating System Embedded - OSEK/VDX - OSEKtime - PikeOS - pSOS - QNX - RSX-11 - RT-11 - RTOS-UH - ThreadX - VRTX - VxWorks - µnOS - RTXC Quadros RTOS - MipOS - Windows CE |

### Distribuții Linux înglobate
Distribuțiile Linux înglobate sunt sisteme de operare în timp real bazate pe Linux, și adaptate unui sistem înglobat. Spre deosebire de versiunile Linux pentru calculatoare și servere personale, diferitele sisteme RTOS Linux sunt concepute pentru sisteme cu resurse limitate.
Sistemele de operare bazate pe nucleuul Linux sunt utilizate în sisteme încorporate cum ar fi: electronice de larg consum (smartTV, smartphone, smartwatch), calculatoare de bord în automobile, echipamente de rețea (router, modem), automatizare industrială, echipamente de navigație, software-ul de zbor pentru nave spațiale, instrumente medicale etc.
Sistemele încorporate în sistem Linux au în mod obișnuit puțin RAM și utilizează frecvent memorie flash, mai degrabă decât un hard disk. Deoarece sunt deseori dedicate unui număr redus de sarcini pe o țintă hardware bine definită, acestea folosesc versiuni ale nucleului Linux optimizat pentru contexte specifice. Distribuțiile Linux incorporate au de multe ori un nucleu în timp real.
Exemple de distribuții Linux înglobate:
| - armbian - DebWrt - DIET-PC - ELinOS - eLux - Google Fuchsia - LinuxCNC - iMedia Embedded Linux - KaeilOS - KaufKauf Slim Linux - LEAF - LineageOS - LynxOS RTOS | - MontaVista Linux - Nard GNU/Linux - OMU Arhivat în 22 februarie 2018, la Wayback Machine. - OpenWrt - Open Network Linux - RTLinux - TimeSys - TinyOS - uC/OS II - μClinux Arhivat în 4 octombrie 2006, la Wayback Machine. - UZI - Voyage Linux |

## Vezi și
- POSIX
- Software înglobat
- SmartTV